# بجوران
بجوران نام گروهی مذهبی است که گفته می‌شود در میان کردها، در کردستان عراق و در مرز کردستان ایران با ترکیه زندگی می‌کنند. اگرچه تاکنون هیچ پژوهشی بر روی این گروه دینی انجام نشده و هیچ اطلاعاتی نیز دربارۀ آن‌ها در دسترسی نیست،‌ اما برخی منابع به صورت سطحی به آن‌ها اشاره کرده و محتوای دین آنان را به باورهای یارسان و همچنین تشیعه نزدیک دانسته‌اند. برخی حتی از علاقۀ تام آنان به ایران و امامان شیعه مثل امام علی و امام حسین صحبت کرده‌اند. هیچ منبع قابل اعتماد و موثقی دربارۀ این گروه دینی وجود ندارد.

## کتاب و دستورات دین
برخی منابع ادعا کرده‌اند که کتاب مقدس بجوران مانند کتاب صارلی‌ها و شبک‌ها به زبان فارسی است. این در حالی است که کتاب مقدس دین شبک به نام بویروق یا کتاب المناقب به زبان ترکی ترکمن‌های عراق نوشته شده‌است، و از وجود متون مقدس در میان صارلی‌ها هیچ اطلاعاتی در دست نیست.